# جورجو لامبرتی
جورجو لامبرتی (به انگلیسی: Giorgio Lamberti) (زادهٔ ۲۸ ژانویهٔ ۱۹۶۹) شناگر اهل ایتالیا است.